# Vignols
Vignols település Franciaországban, Corrèze megyében. Lakosainak száma 529 fő (2022. január 1.). Vignols Beyssac, Lascaux, Orgnac-sur-Vézère, Saint-Bonnet-la-Rivière, Saint-Cyr-la-Roche, Saint-Solve, Saint-Sornin-Lavolps és Voutezac községekkel határos.

## Népesség
A település népessége az elmúlt években az alábbi módon változott:
| Lakosok száma | 655  | 605  | 582  | 564  | 569  | 556  | 550  | 535  | 533  | 529  |
|               | 1968 | 1982 | 1990 | 2006 | 2013 | 2015 | 2017 | 2019 | 2020 | 2022 |